# Vatovavy-Fitovinany
Vatovavy-Fitovinany är en region i Madagaskar. Den ligger i den centrala delen av landet, 270 km söder om huvudstaden Antananarivo. Antalet invånare är 1 097 700. Arean är 19 605 kvadratkilometer.
Vatovavy-Fitovinany delas in i:
- Ikongo
- Manakara

Följande samhällen finns i Vatovavy-Fitovinany:
- Nosy Varika
- Manakara
- Ikongo
- Sahavato
- Mananjary
- Ifanadiana
- Amboanjo
- Ifatsy
- Vohimanitra
- Savana